# Jamay
Jamay là một đô thị thuộc bang Jalisco, México. Năm 2005, dân số của đô thị này là 21223 người.